# Joseph Marion Hernández
Joseph Marion Hernández, née le 4 août 1793 à Saint Augustine (Floride, Nouvelle-Espagne) et mort le 8 juin 1857 dans la province de Matanzas (Cuba, Nouvelle-Espagne), est un homme politique américain membre du Parti whig et délégué du territoire de Floride à la Chambre des représentants entre 1822 et 1823.
Il est le premier latino-américain à avoir siégé à la Chambre.